# Godflesh
Godflesh es un dúo musical británico e inglés de metal vanguardista con fuertes influencias electrónicas, proveniente de Birmingham, formado como Officially Pronounced Dead (conocido mejor por sus siglas O. P. D.) en 1982 por Justin Broadrick (guitarra, vocalista, y programación) y G. C. Green (bajo) y disuelta en el año 2002. En el año 2009, anunciaron la intención de reunirse, hecho que se concretó en el año 2010. El sonido innovador de Godflesh es considerado como pionero en el metal industrial, el metal vanguardista, el post-metal y el sludge metal.

## Historia

### Formación (1982)
En 1982, Green forma la banda O. P. D., que al año siguiente sería renombrada como Fall of Because (debido a la canción de Killing Joke) junto a Paul Neville. Broadrick, quien había sido guitarrista miembro de Napalm Death, se unió al grupo a mediados de 1985 como batería y vocalista. Se retiró de la banda en 1987. Luego Broadrick estuvo un par de años (desde 1986 hasta 1988) en la banda Head of David. En 1988, Broadrick se contactó con Green para reformar Fall of Because. Justin decidió encargarse de la guitarra y eligieron usar una caja de ritmos. Además decidieron cambiar el nombre Fall of Because por el de Godflesh.

### Trayectoria profesional (1988 - 2001)
Godflesh hizo presencia en la música underground con álbumes tales como Streetcleaner y Pure o su disco homónimo, demostrando que la efectividad de la música lo-fi (baja fidelidad) es valorada en la música pesada. Una breve temporada con la discográfica Columbia Records en 1994, en el cual lanzaron los álbumes Selfless y el EP Merciles, se vio el dúo enfocado en una producción de mayor nivel. En 1996 Godflesh lanza Songs of Love and Hate, que contó en la batería con Bryan Mantia (Guns N' Roses, Primus, Praxis). El álbum siguiente, Us and Them (1999), se ve al grupo experimentando con un sonido más electrónico, y orientado a la batería y el bajo, mientras que la guitarra pierde importancia. En 2001 Godflesh lanza In All Languages, un álbum compilatorio doble. Este mismo año lanzan un álbum con nuevo material, Hymns, que contó con el baterista y nuevo miembro de la banda Ted Parsons (exintegrante de Swans y Prong) y devolvió la banda a sus raíces lentas y pesadas, conservando los elementos de sus experimentos con la electrónica.

### Separación (2002)
Green dejó la banda a finales de 2001. Se anunció que Green sería reemplazado por el bajista de Killing Joke y Prong Paul Raven. Mientras tanto, la relación de trece años de Broadrick con su novia terminó, y Broadrick sufrió una crisis nerviosa, poco antes de partir a una gira por los Estados Unidos. Broadrick recuerda el quiebre como un "verdadero momento Brian Wilson", y dijo: "Me sentía paralizado por el estrés, que había acumulado por varios meses, y, literalmente, no podía levantarme de la cama". "Estaba entumecido y no podía moverme, por lo que el automóvil llegaba a recogerme para llevarme al aeropuerto, corría y me escondía en la casa de un amigo en Birmingham (Inglaterra)".
La gira cancelada causó incluso más problemas para Broadrick. Las compañías de autobuses habían sido contratadas; los grupos High on Fire y Halo habían sido reservadas para telonear. Y todos quienes perdieron dinero fueron después con Broadrick. "Estuve recibiendo amenazas de muerte de la compañía de autobuses en L.A.", dijo Broadrick. "Perdí cerca de $35 000, que no tenía en absoluto. Estaba en la ruina, había vendido mi casa para pagar todas mis deudas de las tarjetas de crédito. Prácticamente no hice nada durante cuatro meses, además de beber en exceso". En un cartel de promoción del primer EP de Jesu Heart Ache, el título decía lo siguiente: "Godflesh ha muerto, larga vida a Jesu."

### Reunión (2010 - presente)
En 2014 lanzan su trabajo "A World Lit Only by Fire".

## Estilo
Se caracterizan por un sonido pesado y potente enmarcado dentro de los géneros avant-garde metal, metal industrial y post-metal.

## Legado
Godflesh ha sido citado como una influencia por Korn, Metallica, Danzig, Faith No More, Fear Factory, Converge, Isis, Pitchshifter, Ministry, entre otros. Justin Broadrick fue invitado a unirse a Danzig y a Faith No More como un miembro de la banda a tiempo completo, pero Broadrick no aceptó ya que quería centrarse en Godflesh.

## Miembros
Miembros actuales
- Justin Broadrick – voz, guitarra, sintetizador, batería programada, samples, moog (1984–2002, 2009–presente)
- G. C. Green – bajo eléctrico, batería programada, samples, moog, sintetizador (1982–2001, 2009–presente)

Antiguos miembros
- Paul Neville – guitarra (1989–1991)
- Robert Hampson – guitarra (1991–1992)
- Bryan Mantia – batería, percusión (1994–1996)
- Ted Parsons – batería, percusión (1996–2002)
- Steve Hough – guitarra (1999)
- Diarmuid Dalton – samples, moog (1999)
- Paul Raven – bajo (2002)

## Discografía

### Álbumes de estudio
- 1989: Streetcleaner
- 1991: Slavestate
- 1992: Pure
- 1994: Selfless
- 1996: Songs of Love and Hate
- 1999: Us and Them
- 2001: Hymns
- 2014: A World Lit Only By Fire
- 2017: Post Self

### EP
- Godflesh	1988
- Merciless	1994
- Love and Hate in Dub	1997
- Messiah	2000

### Sencillos
- Pulp/Christbait Rising	1989
- Slateman / Wound '91	1991
- Cold World	1991
- Slavestate	1991
- Slavestate Remixes	Single	1991
- Crush My Soul	1994
- Merciless	1994
- Crush My Soul	1995
- Xnoybis	1995

### Colaboraciones
- Loop / Godflesh	1991

### Compilaciones
- The Ten Commandments	Compilation	1996
- In All Languages	Compilation	2001
- Songs of Love and Hate / Love and Hate in Dub / In All Languages	Boxed set	2008
- Pure / Cold World / Slavestate	Boxed set	2009

### En vivo
- Streetcleaner: Live at Roadburn 2011
- Live album	2013